# Cantonul Angers-Centre

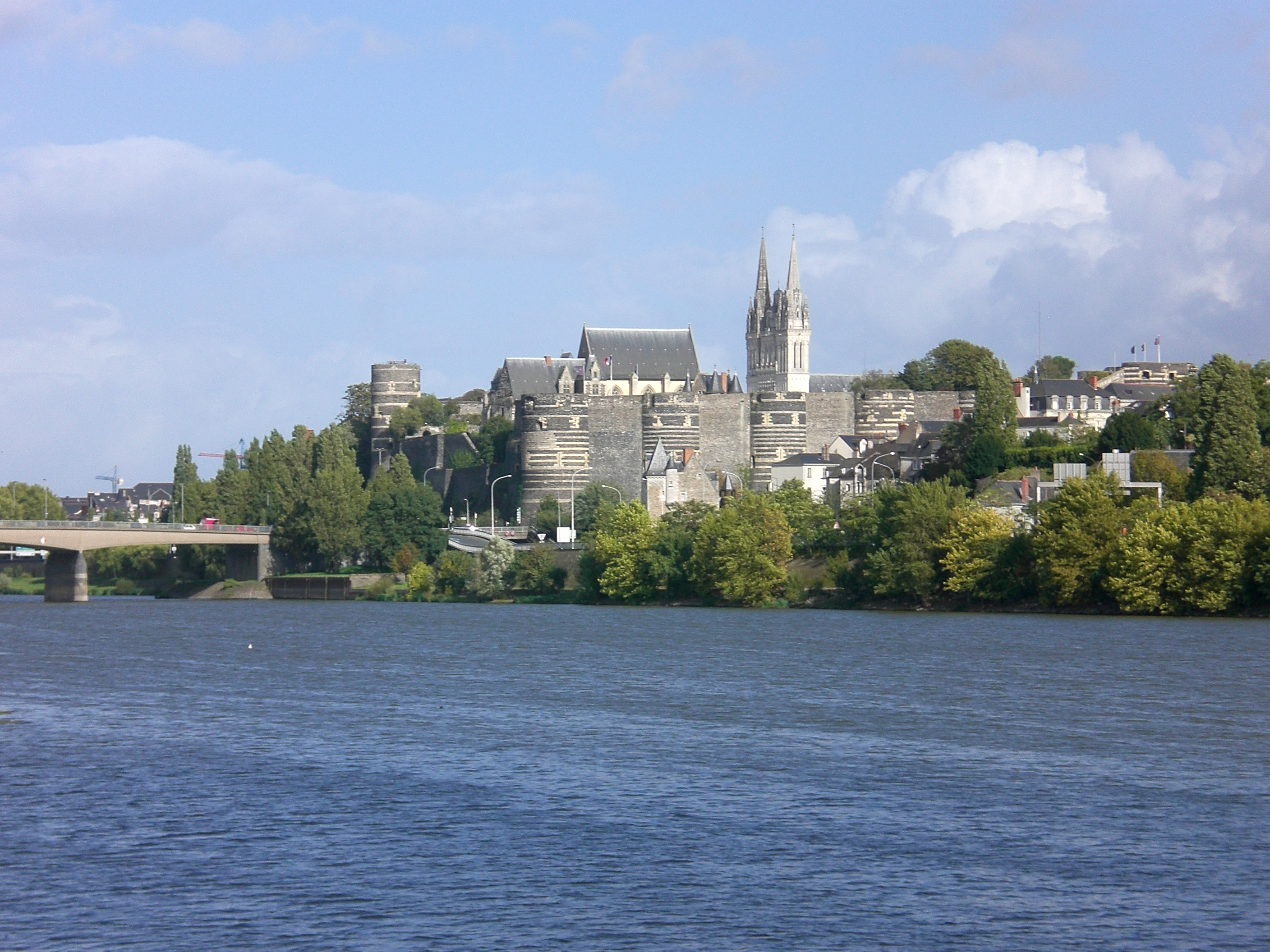
Priveliste asupra castelului Angers și râului Maine. Catedrala Saint-Maurice este, de asemenea, vizibilă pe fundal, nefiind parte din castel.

Cantonul Angers-Centre este un canton din arondismentul Angers, departamentul Maine-et-Loire, regiunea Pays de la Loire, Franța.